# Kvalserien till Elitserien i ishockey 1980
Kvalserien till Elitserien i ishockey 1980 spelades för att avgöra vilka lag som skulle få spela i Elitserien 1980/1981. Kvalserien bestod av fem lag och spelades i fyra omgångar. Skellefteå AIK och Södertälje SK kvalificerade sig för Elitserien, medan Mora IK, Bofors IK och Luleå HF fick spela i Division I 1980/1981.

## Slutställning
| Nr | Lag            | S | V | O | F | GM | IM | MS  | P |
| -- | -------------- | - | - | - | - | -- | -- | --- | - |
| 1  | Skellefteå AIK | 4 | 4 | 0 | 0 | 29 | 15 | +14 | 8 |
| 2  | Södertälje SK  | 4 | 3 | 0 | 1 | 22 | 14 | +8  | 6 |
| 3  | Mora IK        | 4 | 2 | 0 | 2 | 18 | 22 | −4  | 4 |
| 4  | Bofors IK      | 3 | 0 | 0 | 3 | 11 | 16 | −5  | 0 |
| 5  | Luleå HF       | 3 | 0 | 0 | 3 | 9  | 22 | −13 | 0 |

Matchen Bofors–Luleå spelades aldrig då den inte hade någon betydelse för vilka som fick platserna i Elitserien.